# Geraldine McEwan
Pour les articles homonymes, voir McEwan.
Geraldine McEwan [ˈd͡ʒeɹəldiːn məkˈjuːən], de son vrai nom Geraldine McKeown, née le 9 mai 1932 à Old Windsor (Angleterre) et morte le 30 janvier 2015 à Hammersmith (Londres), est une actrice britannique.

## Biographie
Geraldine McEwan fait ses débuts à 14 ans au Royal Theatre à Windsor. Elle joue dans de nombreuses pièces de Shakespeare au Stratford Memorial Theatre. Elle fait ses débuts à l'écran dans There was a young lady en 1953. Elle est primée notamment pour The Rivals, The way of the World et The Chair. 
En 1985, elle interprète Lucia pour la série britannique Mapp&Lucia, basée sur les romans de E.F. Benson, très populaires au Royaume-Uni. En 1991, l'actrice remporte le Best Actress Award pour son rôle de la mère dans Oranges Are Not the Only Fruit.
Hugh Cruttwell, son mari, directeur de la Royal Academy of Dramatic Art de Londres, meurt en 2002.
En 2003, elle devient célèbre dans le monde entier pour le rôle de Sœur Bridget dans The Magdalene Sisters de Peter Mullan. Le film remporte le Lion d'or de Venise. Toujours en 2003, Geraldine McEwan accepte un rôle dans Vanity Fair.
De 2004 à 2007, elle est Miss Marple, fameuse détective créée par Agatha Christie, dans la nouvelle série télévisée Miss Marple d'ITV.
Elle prend sa retraite le 23 janvier 2008.
L'actrice a deux enfants : Greg et Claudia Cruttwell.
Elle meurt le 30 janvier 2015 des suites d'un accident vasculaire cérébral.

## Filmographie

### Au cinéma
- 1953 : There Was a Young Lady de Lawrence Huntington : Irene
- 1960 : No Kidding de Gerald Thomas : Catherine Robinson
- 1969 : The Dance of Death de David Giles : Alice
- 1976 : The Bawdy Adventures of Tom Jones de Cliff Owen : Lady Bellaston
- 1976 : Les Petits Voleurs de chevaux de Charles Jarrott : Miss Coutt
- 1986 : Foreign Body de Ronald Neame : Lady Ammanford
- 1989 : Henry V de Kenneth Branagh : Alice
- 1991 : Robin des Bois, prince des voleurs de Kevin Reynolds : Mortianna
- 1999 : Destinataire inconnu de Peter Chan : Miss Scattergoods
- 1999 : Titus de Julie Taymor : une infirmière
- 2000 : Peines d'amour perdues de Kenneth Branagh : Holofernia
- 2000 : Contaminated Man d'Anthony Hickox : Lilian Rodgers
- 2002 : Food of Love de Ventura Pons : Novotna
- 2002 : The Magdalene Sisters de Peter Mullan : Sœur Bridget
- 2002 : Pure de Gillies MacKinnon : Nanna
- 2004 : The Lazarus Child de Graham Theakston : Janet
- 2004 : Vanity Fair : La Foire aux vanités de Mira Nair : Lady Southdown
- 2005 : Wallace et Gromit : Le Mystère du lapin-garou de Nick Park : voix de Miss Thripp

### À la télévision
- 1967 - 1971 : Jackanory (série télévisée) : le narrateur
- 1978 : The Prime of Miss Jean Brodie (mini-série) : Jean Brodie
- 1982 : The Barchester Chronicles (mini-série) : Mrs Proudie (5 épisodes)
- 1985 - 1986 : Mapp and Lucia (série télévisée) : Emmeline "Lucia" Lucas / Reine Elizabeth I (avec Prunella Scales comme Mapp et Nigel Hawthorne comme Georgie)
- 1990 : Oranges Are Not the Only Fruit (mini-série) : la mère de Jess
- 1992 - 1993 : Mulberry (série télévisée) : Miss Farnaby
- 1999 : Red Dwarf (série télévisée) : Cassandra (épisode 8.04 : Cassansra)
- 2004 - 2007 : Miss Marple (série télévisée) : Miss Marple

## Distinctions

### Récompenses
- BAFTA TV Award 1991 : Meilleure actrice pour Oranges Are Not the Only Fruit

### Nominations
- Satellite Awards 2005 : Meilleure actrice dans une mini-série ou un téléfilm pour Miss Marple